# Centro de Marketing Relacional y de Gestion de Servicios CERS
El Centro de Marketing Relacional y de Gestion de Servicios, CERS por sus siglas en inglés, es un centro de investigación que forma parte de Hanken, una escuela de negocios en Helsinki, Finlandia. El centro realiza investigación académica sobre gestión de servicios y marketing relacional. En 2023, investigadores afiliados a CERS han defendido y publicado 72 tesis doctorales.

## Historia
CERS fue fundado en 1994 por los profesores Christian Grönroos, Martin Lindell, Sören Kock, Tore Strandvik y Kaj Storbacka con el propósito de realizar investigación académica sobre marketing relacional y  de servicios.Las contribuciones académicas se basan en la tradición de la llamada Escuela Nórdica de Marketing, que utiliza principalmente métodos cualitativos, contribuciones teoréticas, y estudios de caso.
En 2023, CERS eligió a Johanna Gummerus como su directora, y los miembros de la mesa directiva conformada por Peter Björk, Johanna Gummerus, Kristina Heinonen, Maria Holmlund-Rytkönen, Carlos Diaz Ruiz, Stefan Burggraf, y Camila Wardi.
CERS otorga el Grönroos Service Research Award a la excelencia en marketing relacional.
| Grönroos Service Research Award | Grönroos Service Research Award | Grönroos Service Research Award                                       | Grönroos Service Research Award |
| Año                             | Galardonado                     | Institución                                                           | País                            |
| ------------------------------- | ------------------------------- | --------------------------------------------------------------------- | ------------------------------- |
| 2019                            | Suvi Nenonen & Kaj Storbacka    | Universidad de Auckland                                               | Nueva Zelanda                   |
| 2017                            | Mary Jo Bitner & Stephen Brown  | Universidad Estatal de Arizona                                        | Estados Unidos                  |
| 2016                            | Tore Strandvik                  | Hanken Escuela de Economía                                            | Finlandia                       |
| 2015                            | Pierre Eiglier                  | Aix-Marseille Graduate School of Management                           | Francia                         |
| 2014                            | Bo Edvardsson                   | Karlstad University                                                   | Suecia                          |
| 2013                            | Javier Reynoso                  | EGADE- Escuela de Graduados en Administración y Dirección de Empresas | México                          |
| 2012                            | Ray Fisk                        | Universidad Estatal de Texas                                          | Estados Unidos                  |
| 2011                            | Evert Gummesson                 | Universidad de Estocolmo                                              | Suecia                          |